# Konopné mléko

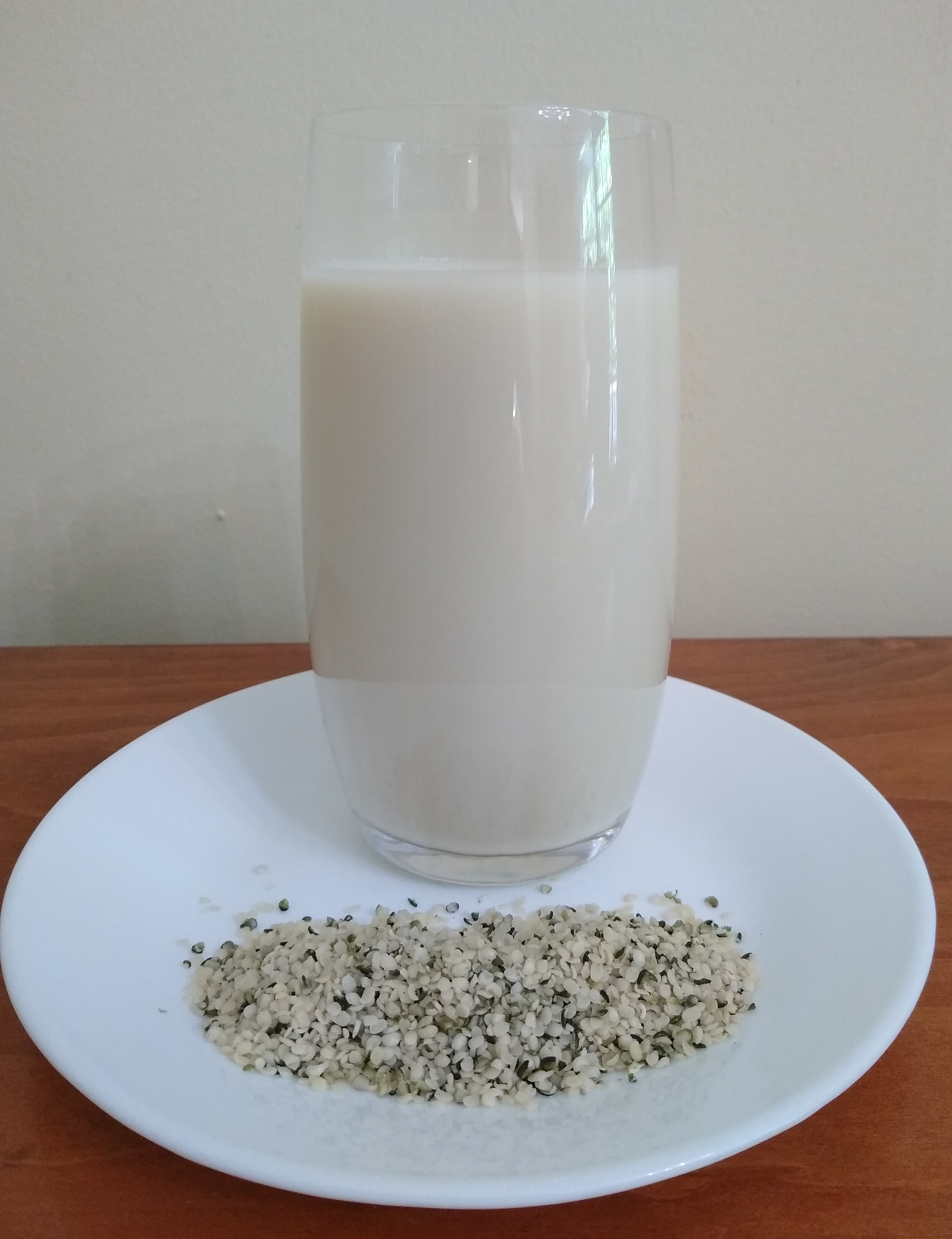
Konopné mléko s konopnými semínky

Konopné mléko vzniká máčením a postupném vařením konopných listů, stonků a květů v mléce[zdroj?], při kterém dochází k uvolňování aktivních látek. Po správném postupu může toto mléko obsahovat i vyšší množství účinných látek (THC) v rozmezí od 5 % do 13 % v závislosti na množství a kvalitě použitého materiálu. Při jeho výrobě se využívá skutečnosti, že psychoaktivní látky v konopí (především THC) se uvolňují v tucích. Nejlepších výsledků lze dosáhnout použitím plnotučného mléka a dlouhou dobou varu.